# Уиндзор (град, Калифорния)
Вижте пояснителната страница за други значения на Уиндзор.
Уиндзор (на английски: Windsor) е град в окръг Сонома, щата Калифорния, САЩ. Уиндзор е с население от 27 548 жители (по приблизителна оценка от 2017 г.) и обща площ от 17,5 km². Намира се на 36 m надморска височина. ЗИП кодовете му са 95492, а телефонният му код е 707.